# Bai Shui
Bai Shui är ett vattendrag i Kina. Det ligger i provinsen Hunan, i den södra delen av landet, omkring 220 kilometer sydväst om provinshuvudstaden Changsha.
Genomsnittlig årsnederbörd är 1 812 millimeter. Den regnigaste månaden är maj, med i genomsnitt 313 mm nederbörd, och den torraste är oktober, med 27 mm nederbörd.